# 灰毛忍冬
灰毛忍冬（学名：Lonicera cinerea）是忍冬科忍冬属的植物。分布在中亚地区以及中国大陆的新疆等地，一般生长在高山峭壁及岩坡上，目前尚未由人工引种栽培。